# 征服
征服是指通过战争或强制手段对另一个实体的领土进行兼并或控制。历史上，征服在国际体系中频繁发生，且当时对征服的规范或法律限制较少。
民族主义（即认为民族与国家应当一致）的兴起和传播，尤其是在19世纪，使得征服的观念越来越不被公众接受。第一次世界大战后成立的国际联盟以及第二次世界大战结束时成立的联合国，将对征服的禁止写入了规范之中。
学者们对1945年以来反对征服的规范力量展开了讨论。自二战结束以来，大规模领土征服变得罕见。然而，自1945年以来，国家仍然继续追求对小块领土的兼并。